# Linia kolejowa nr 529
Linia kolejowa nr 529 – pierwszorzędna, zelektryfikowana, jednotorowa linia kolejowa znaczenia państwowego łącząca rozjazd nr 3 z rozjazdem nr 310 na stacji Skierniewice.